# Somos Energía para Renovar Santa Cruz
Somos Energía para Renovar Santa Cruz (abreviado como SER Santa Cruz o SER) es un partido político provincial argentino, activo en la provincia de Santa Cruz y encabezado por el dirigente del sindicato de petroleros privados santacruceño Claudio Vidal. Fue fundado en junio de 2019 para respaldar la candidatura de Vidal a gobernador en las elecciones provinciales de 2019 dentro del lema del Frente de Todos. Vidal obtuvo en dicha elección el 14,57 % de los votos totales y el 26,24 % de los votos al lema. El partido integró el Frente de Todos en las elecciones legislativas del mismo año. El partido se separó del FdT de cara a las elecciones legislativas de medio término de 2021, en las cuales presentó a Vidal como su primer candidato a diputado. Vidal logró el segundo puesto en las primarias, abiertas, simultáneas y obligatorias detrás de Juntos por el Cambio, la principal coalición opositora a nivel nacional. En las elecciones generales, SER consiguió convertirse en segunda fuerza provincial y relegar al oficialismo provincial al tercer puesto. Juntos por el Cambio acusó a Vidal de actuar como supuesto opositor al gobierno provincial de manera funcional al gobierno nacional, y que su objetivo real sería dividir el voto opositor e impedir que Juntos por el Cambio obtuviera dos de las tres bancas en disputa. Después de la elección, Vidal llegó a un acuerdo con Felipe Álvarez, diputado por La Rioja elegido por Juntos por el Cambio en 2019, para configurar el bloque "Somos Energía para Renovar". 
En las elecciones provinciales de 2023, Claudio Vidal fue electo Gobernador de Santa Cruz dentro del lema Por Santa Cruz, y el frente SER obtuvo 11 de los 24 escaños del Poder Legislativo provincial. Así, el gobierno de Claudio Vidal se convierte en el primer gobernador no kirchnernista de los últimos 32 años.
En febrero de 2024, dos legisladores provinciales pertenencientes al bloque de Unión por la Patria deciden integrarse al bloque oficialista, qué luego de este cambio pasa a contar con mayoría absoluta , con 13 escaños propios. 

## Representantes en el Congreso Nacional
Diputados Nacionales
| Bloque Por Santa Cruz Presidente: Sergio Acevedo | Bloque Por Santa Cruz Presidente: Sergio Acevedo | Bloque Por Santa Cruz Presidente: Sergio Acevedo | Bloque Por Santa Cruz Presidente: Sergio Acevedo | Bloque Por Santa Cruz Presidente: Sergio Acevedo |
| Retrato                                          | Nombre                                           | Provincia                                        | Mandato                                          | Mandato                                          |
| Retrato                                          | Nombre                                           | Provincia                                        | Inicio                                           | Fin                                              |
| ------------------------------------------------ | ------------------------------------------------ | ------------------------------------------------ | ------------------------------------------------ | ------------------------------------------------ |
|                                                  | Sergio Edgardo Acevedo                           | Santa Cruz                                       | 2023                                             | 2025                                             |
|                                                  | José Luis Garrido                                | Santa Cruz                                       | 2023                                             | 2027                                             |

Senadores Nacionales
| Bloque Por Santa Cruz Presidente: José María Carambia | Bloque Por Santa Cruz Presidente: José María Carambia | Bloque Por Santa Cruz Presidente: José María Carambia | Bloque Por Santa Cruz Presidente: José María Carambia | Bloque Por Santa Cruz Presidente: José María Carambia |
| Retrato                                               | Nombre                                                | Provincia                                             | Mandato                                               | Mandato                                               |
| Retrato                                               | Nombre                                                | Provincia                                             | Inicio                                                | Fin                                                   |
| ----------------------------------------------------- | ----------------------------------------------------- | ----------------------------------------------------- | ----------------------------------------------------- | ----------------------------------------------------- |
|                                                       | José María Carambia                                   | Santa Cruz                                            | 2023                                                  | 2029                                                  |
|                                                       | Natalia Elena Gadano                                  | Santa Cruz                                            | 2023                                                  | 2029                                                  |

## Resultados electorales

### Gobernador de Santa Cruz
|  | 26.24 % |

|  | 58.59 % |

|  | 71.50 % |

|  | 46.59 % |

### Legislatura de Santa Cruz
|  | 13.71 % |

|  | 1.88 % |

|  | 42.85 % |

|  | 42.97 % |

### Diputados nacionales
|  | 62.13 % |

|  | 28.25 % |

|  | 45.00 % |

### Senadores nacionales
| Año  | Votos   | %                | Bancas | Notas         |
| ---- | ------- | ---------------- | ------ | ------------- |
| 2023 | 58 500  | \| \| 46.11 % \| | 2/3    | Sin alianzas. |
|      | 46.11 % |                  |        |               |